# Dom Bractwa Czarnogłowych w Tallinnie

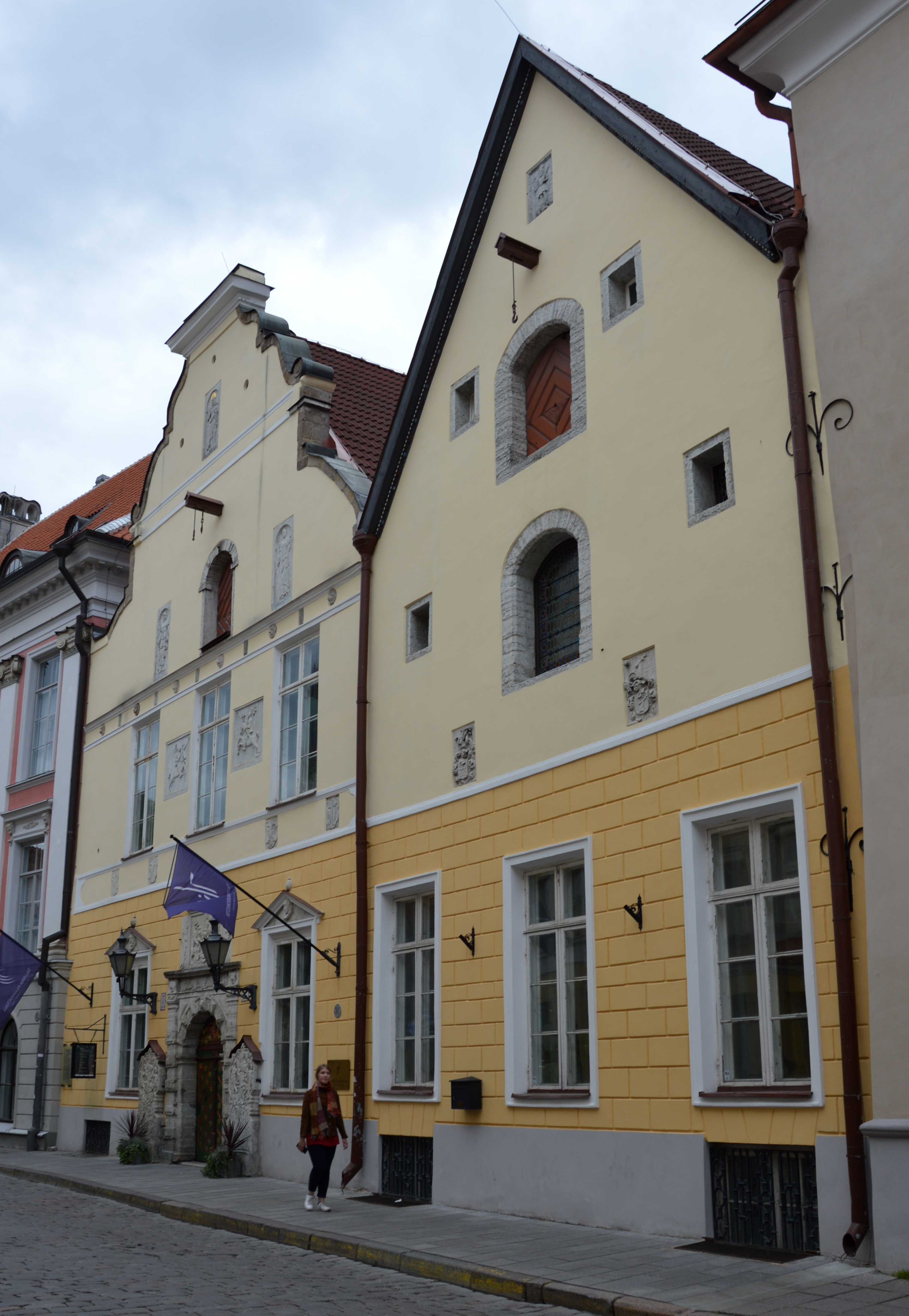

Dom Bractwa Czarnogłowych (est. Mustpeade maja) – kamienica usytuowana na Starym Mieście w Tallinnie, przy ul. Pikk 26, zabytek architektury renesansowej. Jego nazwa odnosi się do Bractwa (Gildii) Czarnogłowych, organizacji kupieckiej istniejącej w Tallinnie od XIV w. do 1895 r.

## Historia
Kamienica pod numerem 26 przy ul. Pikk (Długiej) została wzniesiona w XIV w. W 1531 r. zakupiło ją Bractwo (Gildia) Czarnogłowych, organizacja zrzeszająca zamożnych, ale młodych i nieżonatych kupców. Kilkadziesiąt lat później obiekt przebudowano w stylu niderlandzkiego renesansu, pod kierunkiem Arenta Passera. Nad wejściem do budynku wykonano portal z datą 1532 r. i wizerunkiem św. Maurycego, patrona Bractwa Czarnogłowych. Na elewacji budynku wykuto herby czterech miast hanzeatyckich: Londynu, Bergen, Nowogrodu i Brugii. Elewację zdobią również sceny z konnych turniejów rycerskich oraz płaskorzeźby z portretami króla Zygmunta III Wazy i jego małżonki królowej Anny. Wewnątrz domu znajduje się renesansowa Biała Sala. Przebudowany Dom Bractwa Czarnogłowych był jednym z pierwszych budynków w stylu renesansowym w Tallinnie.
Bractwo Czarnogłowych było zamożną i prestiżową organizacją do wojny północnej, po której zaczęło tracić na znaczeniu. W 1895 r. gildia przestała funkcjonować. Pod nazwą Bractwa Czarnogłowych kontynuowało działalność niemieckie stowarzyszenie o nacjonalistycznym charakterze, które do 1940 r. zajmowało budynek. W 1919 r. organizacja w celu powiększenia swojej siedziby nabyła kamienicę sąsiadującą z nią, pod nr 24, niegdyś należącą do bractwa św. Olafa. Według innego źródła Bractwo Czarnogłowych jeszcze na pocz. XIX w. faktycznie przejęło ten budynek. W latach 1919–1922 tak powstały kompleks został przebudowany i zmodernizowany.
Budynek jest obecnie (XXI w.) własnością miasta i pełni różne funkcje kulturalne, odbywają się w nim konferencje, koncerty i inne imprezy.